# 上海市基础性科普基地
上海市基础性科普基地是上海市科普基地的较低等级，截至2022年，达到标准的有220家。

## 分级标准
上海市科普工作联席会议办公室将上海市内的科普场馆进行了分级，符合较高要求的即为上海市示范性科普场馆，而较低要求的则为基础性科普基地。
在上海市科普基地的分类中，基础性科普基地的要求较低，一般可用于科普教育的各类场所都可以申请。和其他等级的主要区别为，科普活动的场所的面积不作要求，且可以和其他部分兼用；对于互动项目和展示内容的更新不作要求；另外对于工作人员和场馆设置方面的要求也较低。